# Kostel svatého Vavřince (Selmice)
Kostel svatého Vavřince je novogotický kostel v areálu hřbitova na východním okraji obce Selmice v okrese Pardubice.

## Historie
Na místě dřevěného kostela zbořeného v roce 1832 byl v roce 1907 (v letech 1903–04) vystavěn podle architektonického návrhu Jana Hrádka kostel v historizujícím, především novogotickém stylu.
V roce 1998 byl areál kostela zapsán na seznam kulturních památek.

## Architektura
Kostel se nachází v areálu hřbitova, jehož ohrazení je (na straně k silnici) s kostelem stylově jednotné. Východně od kostela se v areálu hřbitova nachází rovněž stylově odpovídající márnice.
Jednolodní kostel z režných cihel (inspirace německou cihlovou gotikou, tzv. Backsteingotik) je v lodi zaklenutý čtyřmi poli křížové klenby. Na loď navazuje pětiboký presbytář, k němu po obou stranách přiléhají sakristie. Na západní straně kostela je věž – zděná zvonice, v níž jsou zvony z poloviny 16. století. Věž má ve zvonovém patře trojitá oblouková okna. Střechy lodě, presbytáře i sakristií jsou sedlové, střecha věže je stanová. Oltářní obraz namaloval přeloučský rodák František Dvořák Brunner.
Celý areál hřbitova s kostelem a márnicí je přirozenou částí historického areálu hřebčína v Kladrubech nad Labem. Architektonicky i urbanisticky totiž navazuje na dvůr Františkov, který je přímou součástí areálu hřebčína.

## Galerie

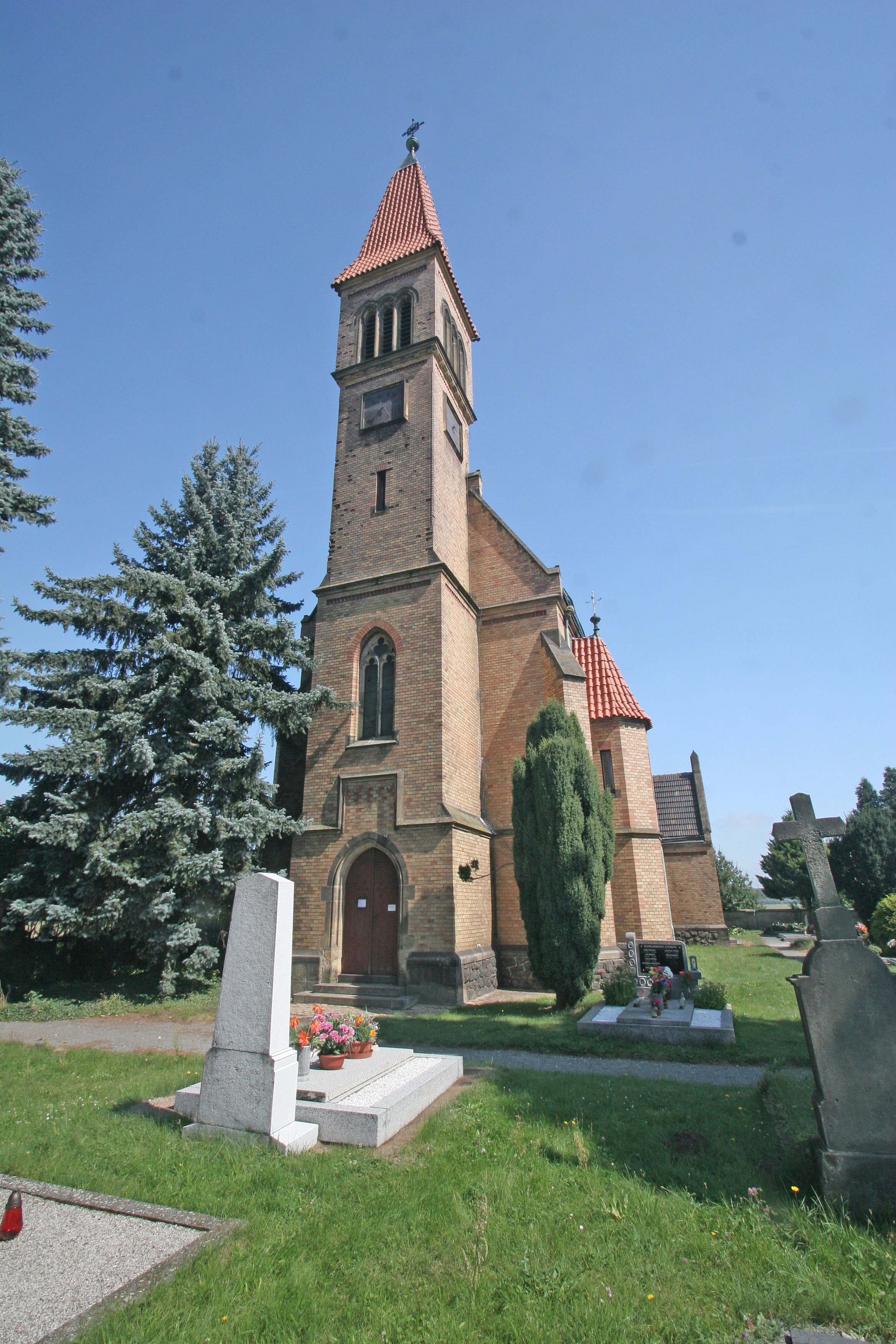
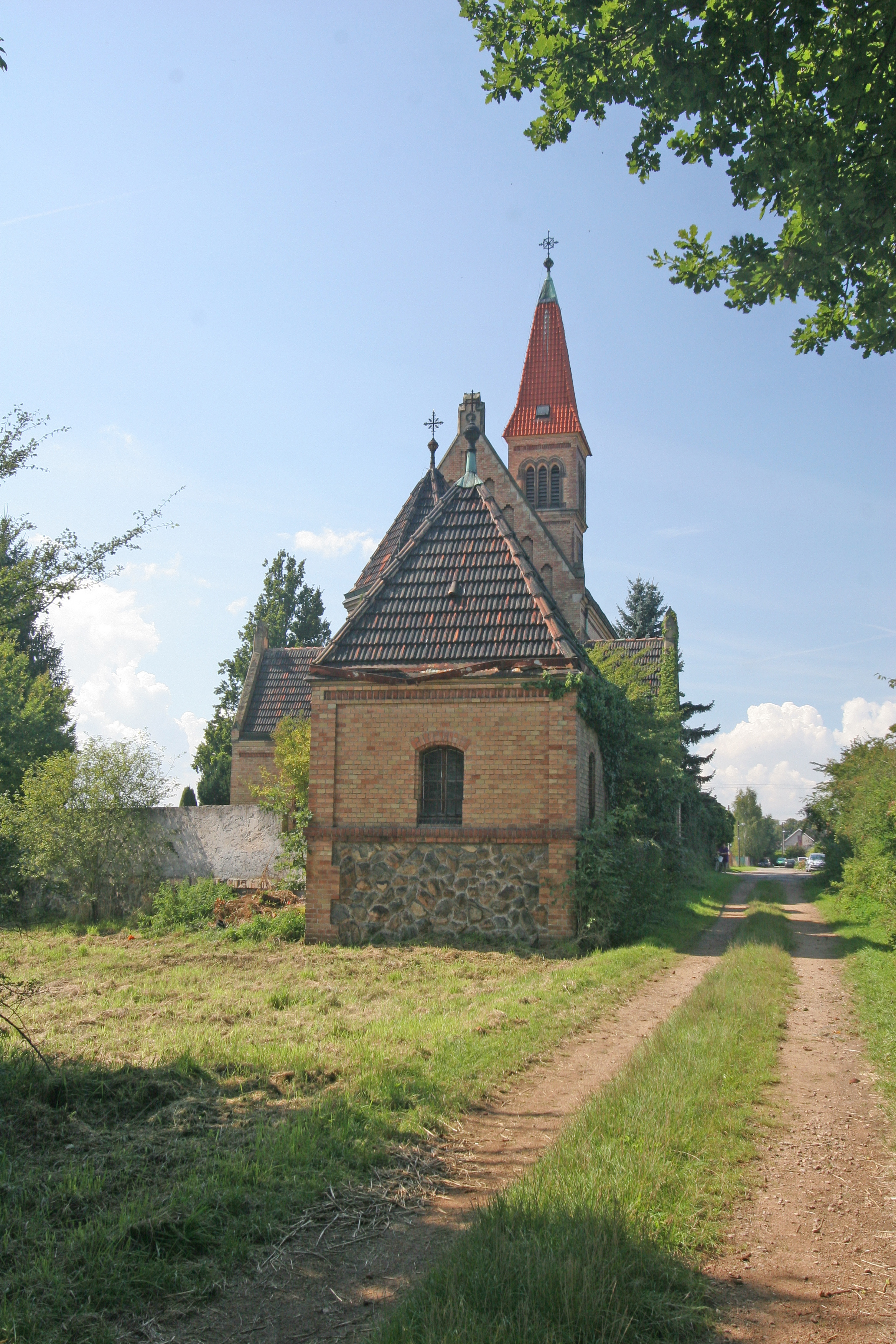
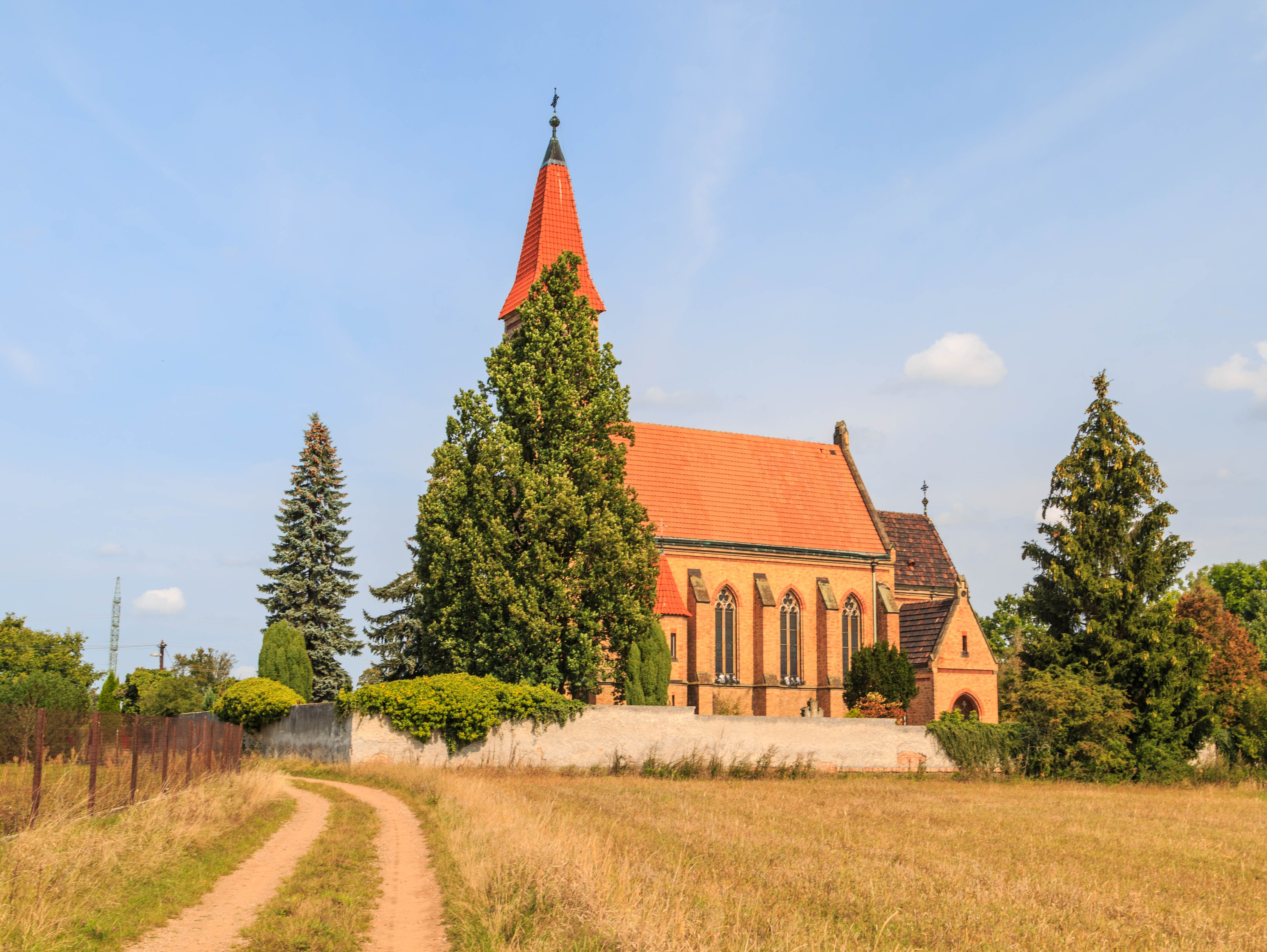